# Wąwelno (wzgórze)
Wąwelno – wzgórze o wysokości 178 m n.p.m. w południowo-zachodniej Polsce na Wysoczyźnie Chojnowskiej, w województwie dolnośląskim, w obrębie wsi Lipce.

## Położenie
Szczyt wzgórza znajduje się w południowej części gminy Miłkowice w obrębie wsi Lipce, około 2 kilometry od zachodniej granicy Legnicy na zachód od drogi ekspresowej S3.
Stoki Wąwelna obejmują również obszar gminy Krotoszyce (obręby Białka i Jaszków).

## Nazwa
Przed rokiem 1945 wzgórze nosiło nazwę Gänse Berg („gęsia góra”).
Polska nazwa Wąwelno została nadana zarządzeniem nr 70 Prezesa Rady Ministrów z dnia 30 marca 1954 r. „w sprawie przywrócenia i ustalenia urzędowych nazw obiektów fizjograficznych Dolnego i Górnego Śląska”.
Według historyka języka polskiego Witolda Taszyckiego pierwotnym znaczeniem słowa „wąwel” jest „miejsce wyniosłe i suche wśród łąk
błotnistych; też ląd, ostrów oblany dookoła wodą”. Odzwierciedla to położenie wzgórza w widłach niewielkich potoków: Pawłówka (północnego) i Białka (południowego).
Na mapie topograficznej w skali 1:50 000 z 1994 roku, upublicznionej przez Zarząd Topograficzny Sztabu Generalnego Wojska Polskiego, Wąwelno oznaczone zostało jako góra Dworka. Nazwa nie znajduje odzwierciedlenia w państwowym rejestrze nazw geograficznych.

## Historia

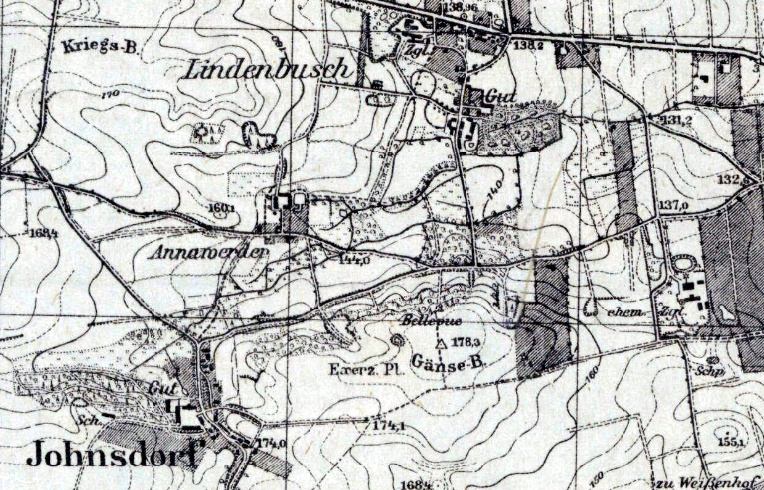
Okolice wsi Jaszków i Lipce oraz wzgórza Wąwelno, z zaznaczoną lokalizacją belwederu. Fragment mapy topograficznej z 1936 r.

Najstarsze ślady obecności człowieka w rejonie Wąwelna odnaleziono w 2001 roku na wschodnim zboczu, podczas budowy obwodnicy zachodniej dla Legnicy. Archeolodzy odnaleźli cmentarzysko ciałopalne kultury łużyckiej. Odkryto 13 jam grobowych rozległej nekropolii pochodzącej z okresu 1700–1300 lat do 500 lat p.n.e.. W grobach znaleziono fragmenty ceramiki i naczynia. Szacowano, że Łużyczanie używali cmentarzyska przez kilkaset lat.
Teren wokół Wąwelna był w średniowieczu miejscem kilku bitew. Na północnym zboczu istniały dobra rycerskie z folwarkiem Annawerder.
26 sierpnia 1817 r. na wzgórzu uroczyście oddano wieżę widokową w formie belwederu. Obiekt poświęcono pamięci dowódców i żołnierzy armii prusko-rosyjskiej w bitwie nad Kaczawą 26 sierpnia 1813 r. oraz wcześniejszej bitwa pod Legnicą (1634). We wnętrzu budowli, obok tablic, znajdowało się popiersie feldmarszałka Gebharda Leberechta von Blüchera.
Belweder nie zachował się do lat 30. XX wieku, kiedy na wzgórzu zlokalizowane zostały poligony wojskowe i lądowisko dla szybowców. Po roku 1945 na wzgórzu znajdował się poligon wojsk łączności Północnej Grupy Wojsk Armii Radzieckiej (kompleks nr 156 „Igła” o powierzchni 25 ha), a w pobliżu poligon garnizonu Sił Zbrojnych Polskiej Rzeczypospolitej Ludowej „Legnica” w Goślinowie.
W połowie lat 60. XX wieku wzgórze Wąwelno zostało wytypowane przez Wojewódzką Radę Narodową we Wrocławiu jako jedna z najkorzystniejszych (względem szkodliwego oddziaływania huty miedzi) lokalizacji szpitala zespolonego dla Legnicy. Ostatecznie, na skutek sprzeciwu dowództwa radzieckiego wojewódzki szpital specjalistyczny zbudowano po przeciwnej stronie Legnicy, na podmokłym terenie przy drodze z Piekar Wielkich do Kunic.

## Zagospodarowanie
Większość wzgórza została zadrzewiona podczas zakładania strefy ochronnej Huty Miedzi „Legnica” po roku 1988.
W latach 2009–2013 na terenie byłego poligonu radzieckiego, przejętym po wyjściu wojsk radzieckich przez gminę Legnica, urządzono cmentarz komunalny dla Legnicy z infrastrukturą.
Zachodni stok Wąwelna został w 2001 roku przecięty obwodnicą zachodnią Legnicy, którą w latach 2015–2018 zastąpiono drogą ekspresową S3.

## Walory widokowe
W studium uwarunkowań i kierunków zagospodarowania przestrzennego Legnicy krawędź Wysoczyzny Chojnowskiej w rejonie wzgórza Wąwelno, wzmiankowana pod uwidocznioną na przedwojennych mapach niemiecką nazwą belwederu (Bellevue), jest wymieniona wśród ważnych stref widokowych na środkową część miasta.

## Szlak turystyczny
Północnym stokiem Wąwelna poprowadzono żółty szlak PTTK – „Szlak Dookoła Legnicy”:
- Szlak Dookoła Legnicy – odcinek III Jezierzany – Ulesie – Lipce – Jaszków – Czerwony Kościół – Pawłowice Małe (24,7 km)[19].